# رجینالد اوانز
رجینالد اوانز (انگلیسی: Reginald Evans؛ زادهٔ ۱۸ مارس ۱۹۳۹) بازیکن فوتبال اهل بریتانیا است.
از باشگاه‌هایی که در آن بازی کرده‌است می‌توان به باشگاه فوتبال نیوکاسل یونایتد و باشگاه فوتبال چارلتون اتلتیک اشاره کرد.